# Afvigelsessociologi
Afvigelsessociologien undersøger aktører og/eller handlinger, der bryder med en kulturs sociale normer herunder både formelle normer (såsom kriminalitet) og uformelle normer (såsom at overhale i en kø) med udgangspunkt i sociologisk teori og metode. Selvom diskussioner af afvigelser typisk er negativt ladede, bliver afvigelser ikke nødvendigvis set ned på. Det betyder, at nogle normbrud kan blive opfattet positivt og accepteres.
Da sociale normer varierer mellem kulturer og sociale felter, kan en bestemt handling blive set som afvigende fra kulturen, mens den i andre tilfælde vil være konform. Således vil handlingen i én kultur formentlig blive sanktioneret negativt for eksempel ved påtale eller sociale udelukkelse, mens den i en anden kultur formentlig vil blive positivt sanktioneret for eksempel ved belønning eller positiv omtale. Eftersom sociale normer udvikler sig over tid, vil handlinger, som på ét tidspunkt var afvigende, blive opfattet anderledes, når den sociale norm har ændret sig.
Derudover spiller situationen også ind på synet af den afvigende handling, da kulturer vil acceptere den samme handling i nogle sociale kontekster, mens man i andre kontekster vil vurdere handlingen som afvigende og derfor som udgangspunkt også sanktionere den negativt. For eksempel vil det at slå ihjel typisk blive vurderet både strafbart (og således bryde med de formelle normer beskrevet i lovgivningen) og etisk forkasteligt (og således bryde med de uformelle normer i kulturen), men bliver drab foretaget i visse kontekster, vil handlingen blive set neutralt eller endda positivt på. Dræber man en fjendtlig soldat under en krig eller en anden person i nørdværge, fordi man selv eller andre var i fare, kan dette accepteres.
Det er ikke udelukkende enkelte aktører (såsom mennesker, organisationer og nationer), der kan afvige fra normer. Inden for et samfund kan der finde flere kulturer sted side om side, hvoraf nogle vil kunne klassificeres som subkulturer, hvis de afviger fra den hegemoniske kulturs normer, mens andre vil kunne klassificeres som modkulturer, hvis de aktivt modsætter sig de hegemoniske normer. Nogle ungdomskulturer, for eksempel punk-kulturen, har igennem tiden været betegnet modkulturer.
Sociologiens rolle i undersøgelsen af normer bliver således kompleks. Afvigelsessociologien er ofte tæt knyttet til kultursociologien, men den deler også interessesfære med andre sociologiske fagområder. Nogle afvigelsessociologer fokuserer på motiverne bag bestemte afvigelser, mens andre kortlægger normer i kulturer, felter eller samfund. Nogle historiske sociologer ser på normer og sanktioners udvikling over tid, mens socialkonstruktivister ser på, hvordan det normale konstrueres ved for eksempel at undersøge diskurser.